# Gênesis

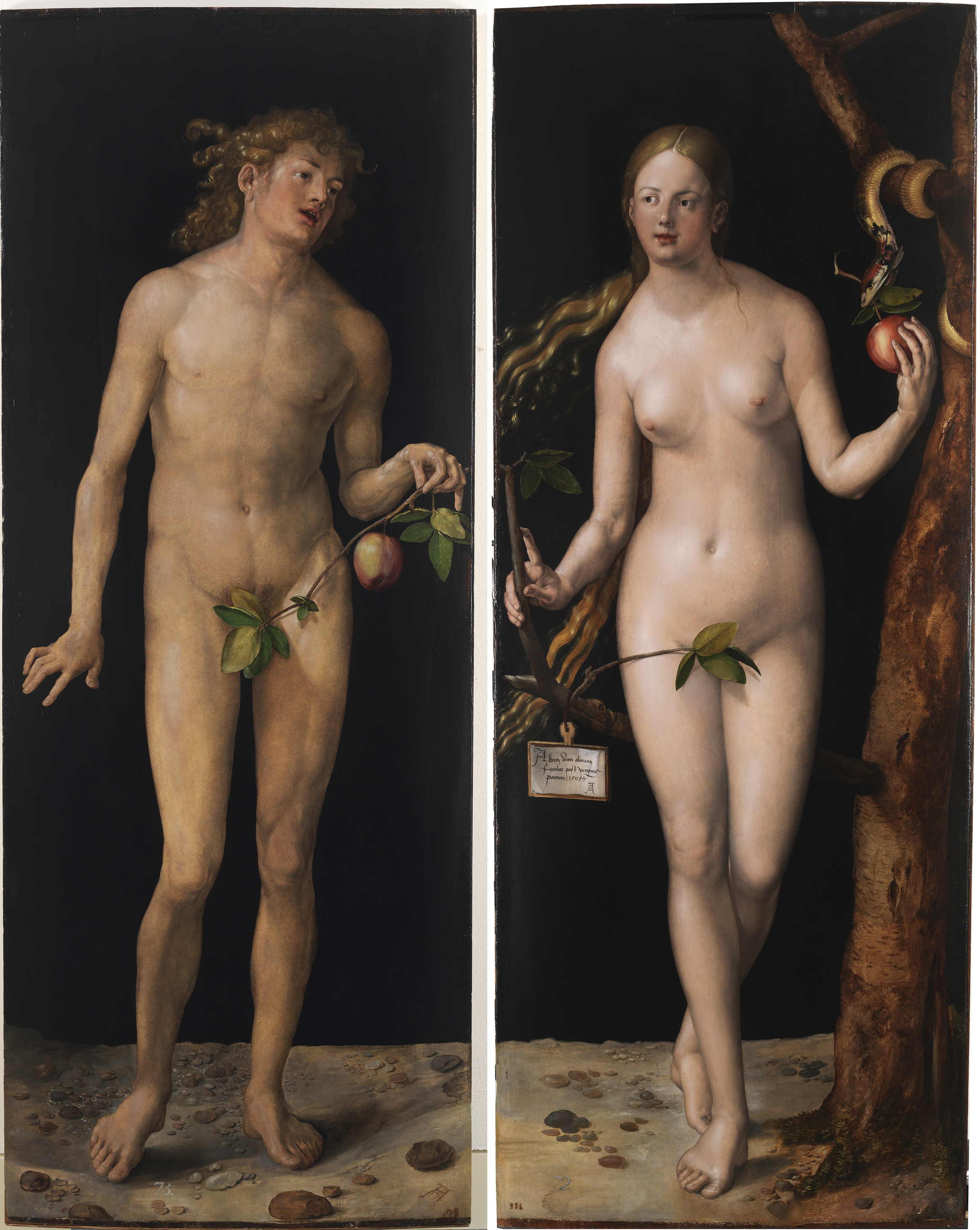
Adão e Eva,
por Dürer, no Museu do Prado

Gênesis (português brasileiro) ou Génesis (português europeu) (do grego Γένεσις, "origem", "nascimento", "criação", "princípio") é o primeiro livro da Bíblia hebraica (Tanakh), sendo também reconhecido pela religião cristã como parte de seu Antigo Testamento. No cânone judaico, ele inicia a seção da Torá (os cinco primeiros lívros bíblicos), no Antigo Testamento ele faz parte do Pentateuco, equivalente à Torá, e antecede o Livro do Êxodo. Gênesis (do grego Γένεσις, "nascimento", "origem") é o nome dado pela Septuaginta ao primeiro destes livros, ao passo que seu título hebraico Bereshit (בְּרֵאשִׁית, B'reishit, "No princípio") é tirado da primeira palavra de sua sentença inicial. Narra a visão desde a criação do mundo na perspectiva hebraica, genealogias dos patriarcas bíblicos, até à fixação deste povo no Egito através da história de José. A tradição judaico-cristã atribui a autoria do texto a Moisés enquanto a crítica literária moderna prefere descrevê-lo como compilado de texto de diversas mãos. Com base na interpretação científica de evidências arqueológicas, genéticas e lingüísticas, a maioria dos estudiosos da Bíblia considera o Gênesis principalmente mitológico e não histórico.

## Composição

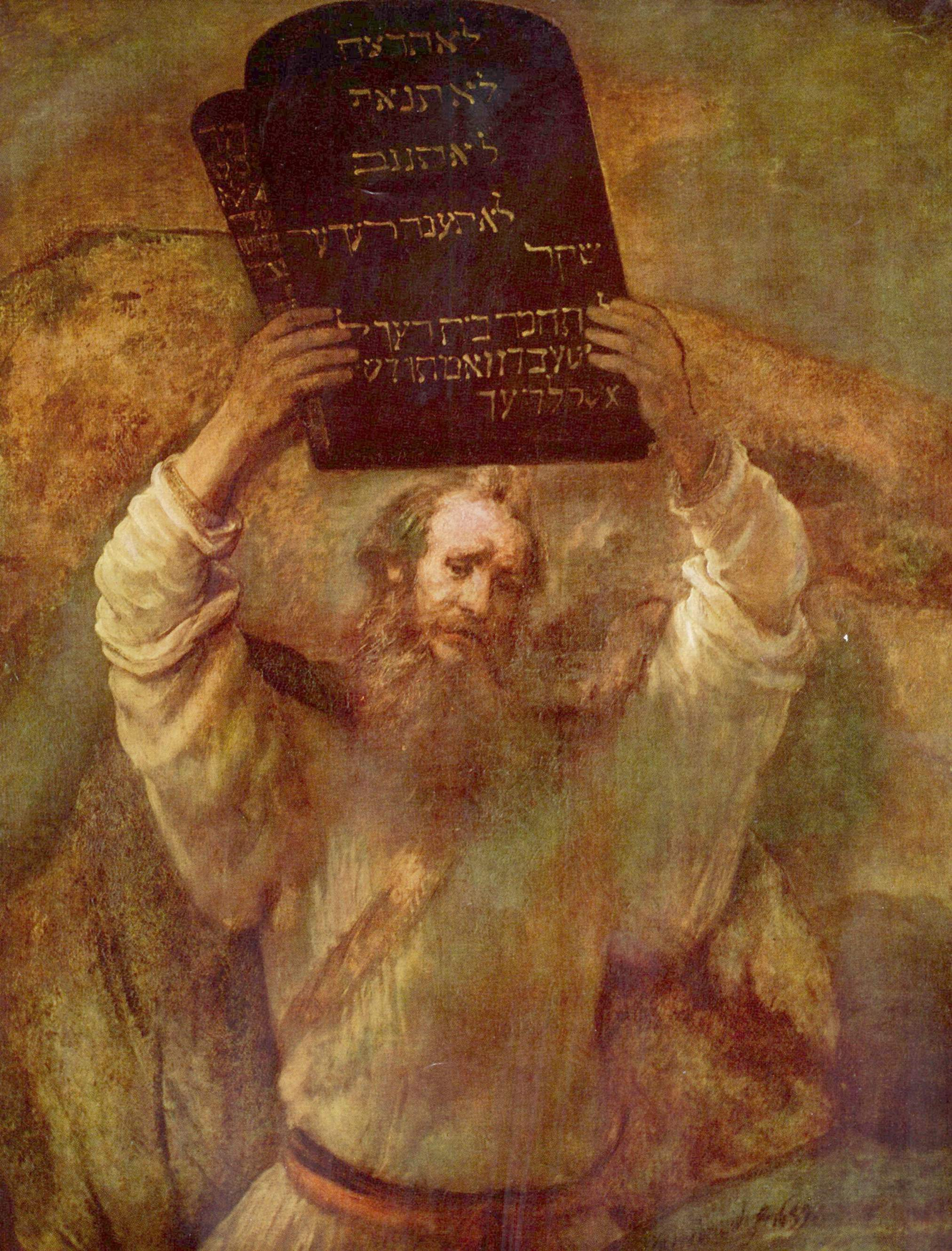
Moisés com as Tábuas da Lei,
por Rembrandt, na Gemäldegalerie, Berlim

Embora o texto não contenha relatos internos de quem foi o autor, a autoria foi tradicionalmente atribuída pela tradição judaico-cristã a Moisés, um profeta e legislador hebraico. Esta tradição é baseada em diversas passagens da Bíblia Hebraica que retratam Moisés "escrevendo". Deuteronômio 31:9 e Deuteronômio 31:24–26 descreve como Moisés escreve a Torá (lei) e a coloca ao lado da Arca da Aliança. O livro de Levítico 26:46 diz "Estes são os estatutos, juízos e leis que Deus deu entre si e os filhos de Israel no monte Sinai por intermédio de Moisés." Passagens similares incluem Êxodo 17:14, "disse Deus a Moisés: Escreve isto para memorial num livro, e faze-o ouvir a Josué; porque eu hei de extinguir totalmente a memória de Amaleque de debaixo do céu.;" Êxodo 24:4 "Moisés escreveu todas as palavras de Deus e, tendo se levantado de manhã cedo, erigiu um altar ao pé do monte, e doze colunas segundo as doze tribos de Israel.;" Esta visão é retratada em diversos trechos do Novo Testamento como Mateus 19:8, Lucas 24:27, João 5:45–47, Atos 3:22, Romanos 10:5 e Apocalipse 15:3.
A crítica literária moderna descreve o Livro do Gênesis como um compilado de material escrito a diversas mãos, tendo assimilado mitos da Suméria, da Babilônia e de Ugarit, especialmente os poemas da Criação, Enuma Elish e Atrahasis, a influência da Epopeia de Gilgamesh está também presente no relato do Dilúvio. Não há consenso sobre quando o Gênesis foi escrito, mas alguns anacronismos apontam que sua redação final aconteceu no primeiro milênio a.C. As teorias mais recentes colocam a redação final do texto em torno do século V a.C., durante o período pós exílio quando a comunidade judia se adaptava à vida sob o império persa.
Várias tentativas foram feitas para reconciliar o resultado da análise moderna com a crença tradicional de que Moisés haveria escrito a Torá. Por exemplo, Mordechai Breuer acredita que "A Torá deve falar na linguagem do homem." Portanto Breuer postula que a Torá recorre a uma técnica de comunicação multivocal: a soma de textos que parece dissonante de fato oferece um contraponto poderoso. Similarmente, erudito judeu Menachem Mendel Kasher acredita que certas tradições da Torá Oral que descrevem Moisés citanto o texto do Gênesis antes do evento do Monte Sinai; baseadas em diversos versos bíblicos e afirmações rabínicas - sugerem que Moisés tinha certos documentos escritos pelos patriarcas quando escreveu o livro. Alguns judeus e cristãos conservadores, que consideram a inerrância bíblica, mesmo quando em contradição com as evidências científicas e históricas, mantêm a crença na autoria mosaica. Argumentam que o escritor do livro teria familiaridade com a geografia e cultura egípcia, levando em conta o fato de que Moisés teria sido criado na casa do Faraó no Egito segundo os versos  45:10 e 47:11 do livro do Gênesis. Detratores da Bíblia, no entanto, sugerem que alguém versado em história Egípcia teria datado a história do dilúvio antes das dinastias egípcias.  Ainda assim, mesmo conservadores acreditam que alguns trechos possam ter sido acrescentados e modificados por outros escritores no período de divisão dos reinos (Gn 36) e (ou) no processo de cópia dos manuscritos. Tais modificações explicariam os anacronismos presentes no texto, como a lista dos reis de Israel no período da monarquia israelita e o fato de algumas cidades serem chamadas por nomes do período da monarquia em vez do período dos Patriarcas bíblicos. Tais alterações teriam o objetivo de melhorar a clareza para leitores contemporâneos àquele período.
Cristãos e judeus liberais em geral rejeitam a teoria da autoria mosaica com base na análise literária moderna.

### Hipótese documental
A maioria dos estudiosos bíblicos modernos acreditam que a Torá (os cinco primeiros livros do Antigo Testamento) chegaram à sua forma presente no período pós-exílio (depois de 520 a.C.), quando tradições mais antigas, orais e escritas, "detalhes geográficos e demográficos contemporâneos, mas, ainda mais importante, as realidades políticas da época" foram levados em consideração. Os cinco livros são geralmente descritos na hipótese documental como se baseando em quatro "fontes" (entendidas como escolas literárias e não indivíduos): a fonte javista e a fonte eloísta (frequentemente entendidas como uma única fonte), a fonte sacerdotal e a fonte deuteronomista. Ainda há discussões sobre a existência e origem das fontes não-sacerdotais, mas a tese majoritária é que estas existiram e são posteriores ao exílio;
- Gênesis: composto principalmente de material sacerdotal e não-sacerdotal;[20]
- Êxodo: uma antologia baseada em fontes de quase todos os períodos da história de Israel;[21]
- Levítico: inteiramente sacerdotal e do período do exílio ou posterior;[22]
- Números: uma edição sacerdotal de um original não-sacerdotal;[23]
- Deuteronômio: originalmente um conjunto de leis religiosas, foi ampliado no início do século VI para servir de introdução para a história deuteronomística (os livros de Josué e Reis) e, posteriormente, foi separado desta história, ampliado e editado novamente e anexado à Torá.[24]

## Narrativa

### A história da criação

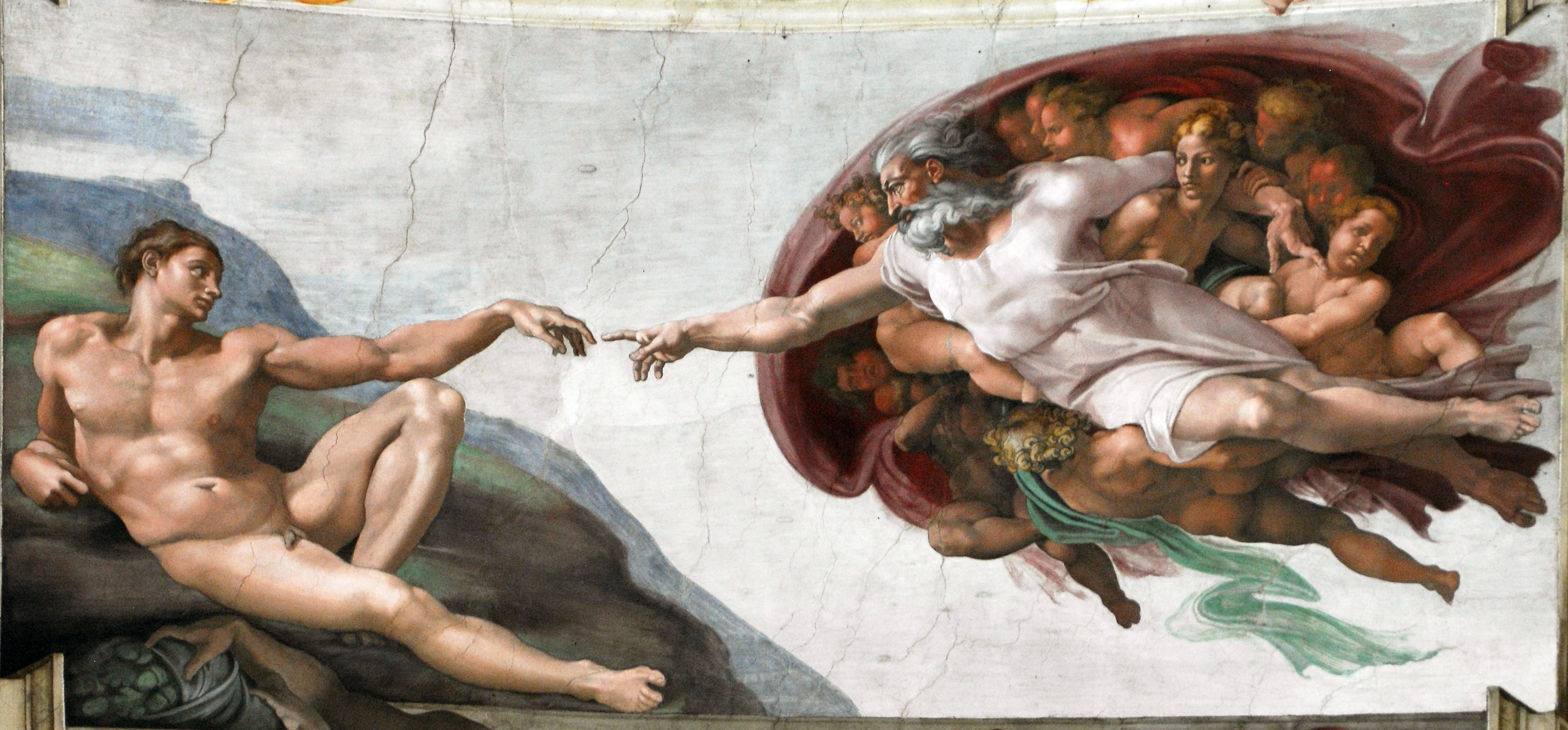
A Criação de Adão, por Michelangelo, na Capela Sistina

A história da criação encontrada nos dois primeiros capítulos do livro do Gênesis descreve um começo sobrenatural para o Universo, a Terra e a vida.
O capítulo 1 descreve a criação do mundo por Deus (Elohim) através da fala divina culminando com a criação da humanidade à imagem de Deus e a designação do sétimo dia como Sabbath, um dia de descanso ordenado por Deus. No segundo capítulo, Deus (Iavé) cria primeiro o homem, na figura de Adão e, depois, a mulher, Eva, que é criada a partir de uma costela de Adão. Termina com uma afirmação referente ao casamento entre o homem e a mulher.

A visão de mundo por trás desta história é o da cosmologia comum no Antigo Oriente Médio, que concebe a Terra como disco plano com infinita água acima e abaixo. Acreditava-se que o céu era formado por um firmamento sólido e metálico (lata de acordo com os sumérios e ferro conforme os Egípcios) separando o mundo habitado das águas que o rodeavam. As estrelas estavam incrustadas na superfície inferior deste domo, com portões que permitiam a passagem do Sol e da Lua. O disco da Terra era visto como um continente-ilha único rodeado por um oceano circular, que era ligado aos mares conhecidos - mar Mediterrâneo, golfo Pérsico e o mar Vermelho. 

Como mito de criação, é similar a outras histórias da mitologia babilônica antiga, como o Enuma Elish diferindo delas em seu aspecto monoteísta.
As passagens têm uma longa e complexa história de interpretação. Até a última metade do século XIX, elas eram vistas como um contínuo uniforme: Gênesis 1:2:6 descrevendo as origens do mundo e Gênesis 2:2:25 mostrando uma pintura mais detalhada da criação da humanidade. Estudos modernos observaram o uso de nomes distintos para Deus nas narrativas (Elohim versus Iavé), diferentes ênfases (física versus moral) e divergência na ordem de criação (ex. plantas antes de humanos versus humanos antes de plantas) e concluíram que estes textos possuem origens distintas, embora estas conclusões não sejam consensuais na comunidade acadêmica.

#### Primeiro relato da criação

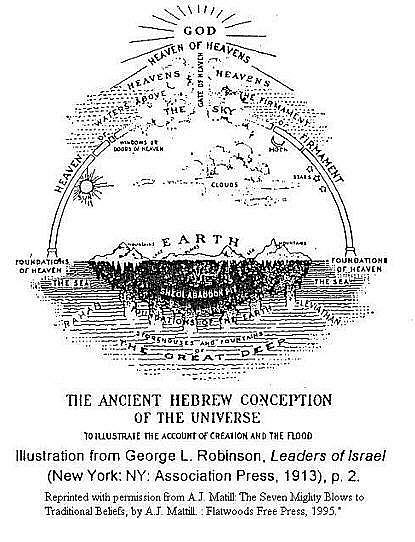
Antiga concepção hebraica de universo

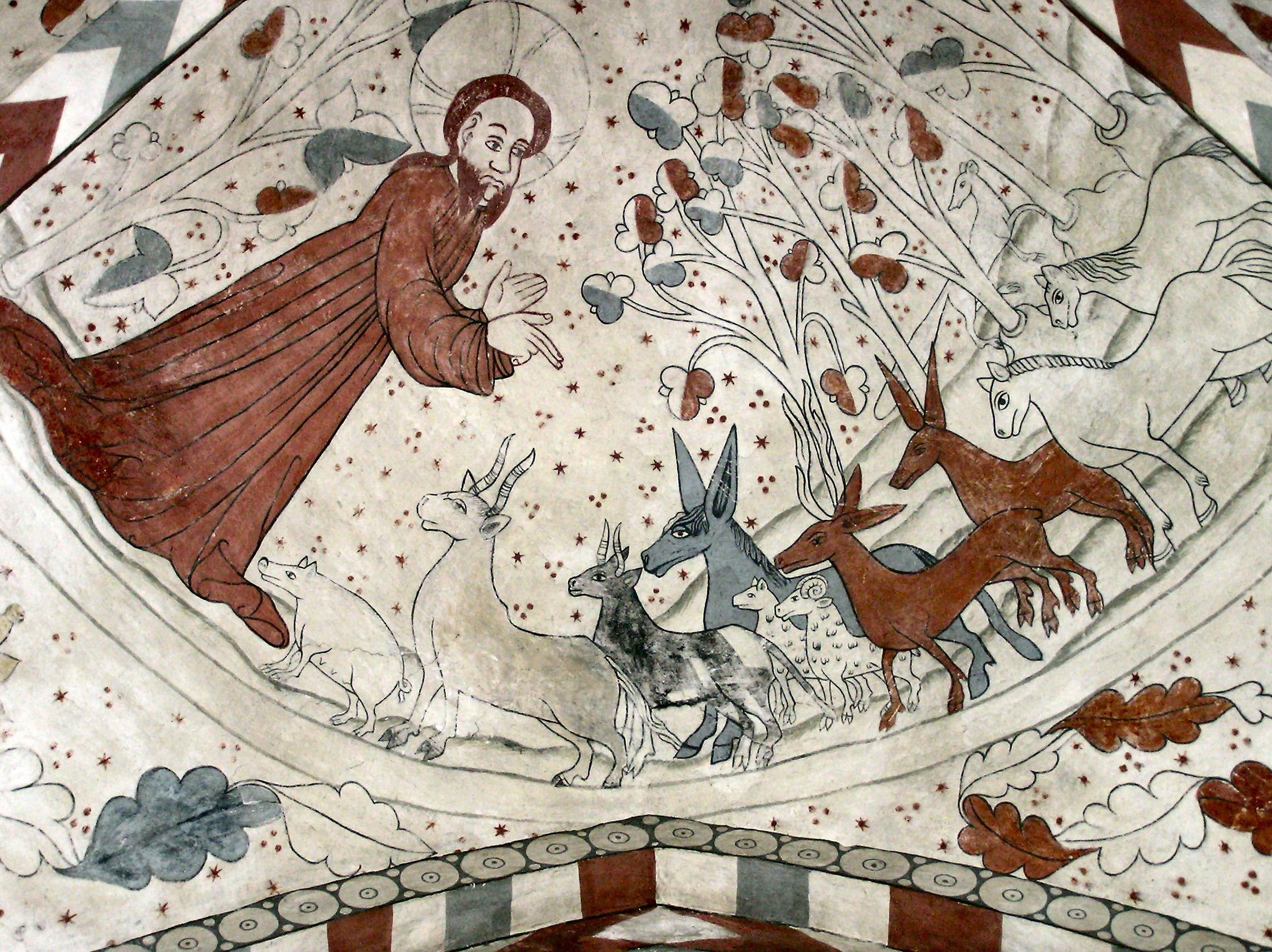
Deus criando os animais da terra
afresco de Vittskövle Church, c. 1480

O primeiro relato da criação começa com o período indeterminado em que Deus (aqui chamado de Elohim) cria os céus e a terra a partir do nada (ex nihilo) ou das águas primordiais (tehom)/caos. Depois descreve a transformação da criação em seis dias do caos até o estado de ordem que culmina com a criação dos humanos à sua própria imagem. O sétimo dia é santificado como um dia de descanso.
A semana de criação consiste em dez comandos divinos, dados em seis dias, seguido de um dia de descanso.
- Primeiro dia: Deus cria a luz (O primeiro comando é "Haja luz"). A luz é separada da escuridão.
- Segundo dia: Deus cria  um firmamento (o segundo comando é "Faça-se um firmamento no meio das águas, e haja separação entre águas e águas").
- Terceiro dia: Deus manda as águas se juntarem em um lugar e a terra seca aparecer (o terceiro comando é "Ajuntem-se num só lugar as águas, que estão debaixo do céu, e apareça o elemento seco"). Deus manda a terra fornecer ervas, plantas e árvores frutíferas (o quarto comando é "Produza a terra relva, ervas que deem semente, e árvores frutíferas que, segundo as suas espécies, deem fruto que tenha em si a sua semente, sobre a terra").
- Quarto dia: Deus cria luzes no firmamento para separar a luz da escuridão e marcar dias, estações e anos. Dois grandes luzeiros são criados (provavelmente o Sol e a Lua) e as estrelas. (o quinto comando é "Haja luzeiros no firmamento do céu, que façam separação entre o dia e a noite; sejam eles para sinais, e para tempos determinados, e para dias e anos; e sejam para luzeiros no firmamento do céu a fim de alumiar a terra").
- Quinto dia: Deus manda o mar se encher de criaturas vivas e pássaros voarem pelos céus (o sexto comando é "Produzam as águas enxames de seres viventes, e voem as aves acima da terra no firmamento do céu."). Deus cria pássaros e criaturas e os manda serem frutíferos e se multiplicarem (o sétimo comando é "Frutificai, multiplicai-vos e enchei as águas nos mares, e multipliquem-se as aves sobre a terra.")
- Sexto dia: Deus manda a terra produzir criaturas vivas (o oitavo comando é "Produza a terra seres viventes segundo as suas espécies: animais domésticos, répteis e animais selvagens segundo as suas espécies"), fez feras selvagens, animais e répteis. Cria, então, a humanidade à sua própria imagem e semelhança (o nono comando é "Façamos o homem à nossa imagem, conforme a nossa semelhança: domine ele sobre os peixes do mar, sobre as aves do céu, sobre os animais domésticos, sobre toda a terra e sobre todo o réptil que se arrasta sobre a terra."). O décimo comando é "Frutificai, multiplicai-vos, enchei a terra e sujeitai-a; dominai sobre os peixes do mar, sobre as aves do céu e sobre todos os animais que se arrastam sobre a terra." Deus descreve a criação como "muito boa".
- Sétimo dia: Deus descansa e abençoa o sétimo dia.

O relato se aproxima mais intimamente dos contos mesopotâmicos, detalhando a formação de características únicas a partir da separação das águas, um entendimento que se refletiria no Novo Testamento, em II Pedro 3:4–7, onde é entendido que "a Terra foi formada de água e por água" À luz da mitologia Jungiana (ou comparada), acadêmicos como Joseph Campbell acreditam que esta criação a partir da água pode ser reminiscência de religiões neolíticas de deusas matriarcais, onde o universo não é criado, mas parido. (i.e., as águas representam o fluido amniótico).
De acordo com o acadêmico sobre o Antigo Testamento Gordon Wenhm, este relato evidencia marcas de uma criação literária cuidadosamente escrita com uma agenda teológica distinta: a elevação de Iavé, o Deus dos israelitas, sobre todos os outros deuses, notavelmente Marduk, o deus dos babilônios.
As formas plurais em "Façamos o homem à nossa imagem" indicam, segundo estudos acadêmicos modernos, o reflexo da visão comum no Antigo Oriente Médio de um deus supremo (ver o deus El rodeado de uma corte divina, os Filhos de Deus). Alguns Cristãos trinitários  interpretam esta forma plural como uma evidência da doutrina da Santíssima Trindade.
Atualmente, para muitos cristãos e judeus, os sete dias da criação do mundo, de que fala a Bíblia, não devem ser entendidos literalmente e representam apenas uma forma metafórica e alegórica de explicar a criação do Universo. Mas, mesmo assim, algumas correntes cristãs, denominadas fundamentalistas, originárias em certas regiões dos Estados Unidos, defendem a leitura literal da Bíblia e, motivadas por este relato de criação e outros trechos da bíblia, rejeitam a idade do universo e da Terra estipulada pela ciência moderna e defendem que o universo surgiu em apenas seis dias há menos de 10 mil anos. Este movimento é chamado de criacionismo cristão e se apresenta de diversas formas, variando desde o criacionismo da Terra plana, que defende um modelo de Terra plana, até a aceitação das teorias científicas modernas sem conflito com a leitura da Bíblia.

#### Segundo relato da criação

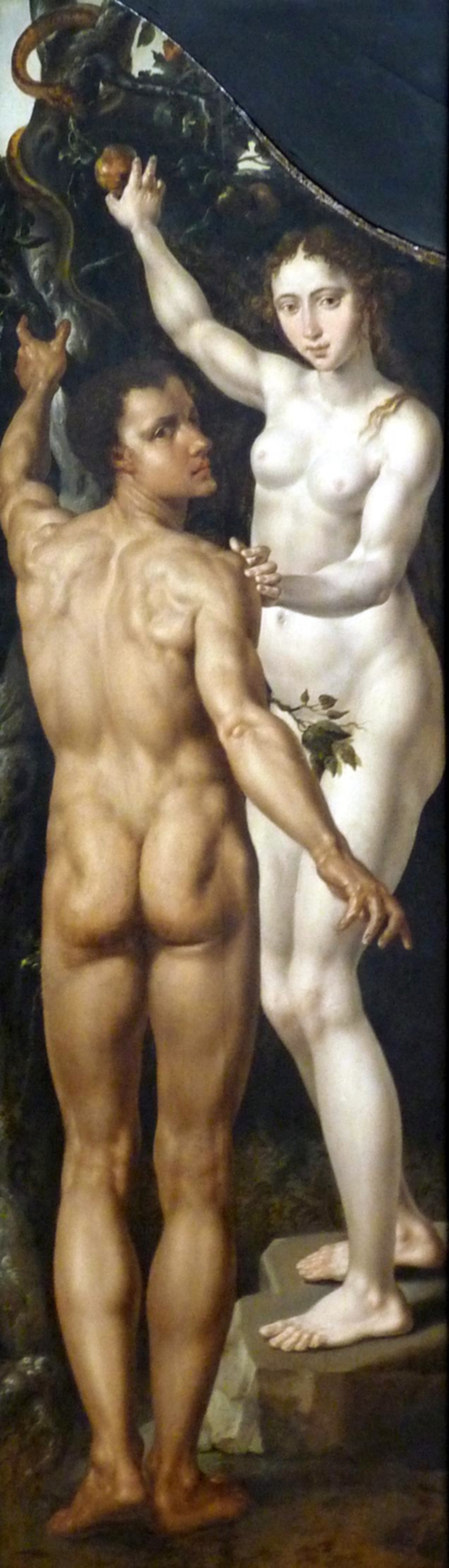
Adão e Eva, por Maarten van Heemskerck, Musée des Beaux-Arts de Strasbourg.
Note a ênfase na diferença entre os sexos pelo uso de diferentes cores de pele.

O segundo relato da criação descreve Deus (chamado de Iavé) formando o primeiro homem (Adão) da poeira e assoprando-lhe vida pelas narinas, plantando o jardim, formando os animais e pássaros e, finalmente, criando a primeira mulher, Eva, para ser sua companheira. Iavé tendo criado o jardim do Éden, manda que o homem o trabalhe e tome conta dele, permite que coma de todas as árvores exceto da árvore do conhecimento do bem e mal porque no dia que o homem dela comesse certamente morreria. Iavé já havia criado os animais e, então, apresenta-lhes todos a Adão e esse é incapaz de encontrar uma auxiliar satisfatória entre eles, então Iavé adormece Adão e retira-lhe uma costela, da qual cria a mulher, que Adão nomeia Eva (heb. ishshah, "mulher") porque foi tirada do homem (heb. ish, "homem"). Por causa disso, "deixará o homem o seu pai e a sua mãe, e apegar-se-á à sua mulher, e serão ambos uma carne". Genesis 2 termina com a nota de que homem e mulher estavam nus e não se envergonhavam.
Genesis 3 introduz a serpente, "a mais astuta dos animais do campo", a serpente convence a mulher a comer da árvore do conhecimento, dizendo-lhe que não morreriam, mas tornar-se-iam como deuses. Eva aquiesce e oferece o fruto ao homem, que também come do fruto e "seus olhos foram abertos" e deram-se conta de que estavam nus. Cobriram-se então com folhas de figueira e esconderam-se de Iavé. Iavé pergunta o que fizeram. Adão culpa Eva e Eva culpa a serpente. Iavé amaldiçoa a serpente e então amaldiçoa Adão e Eva com o trabalho pesado e dores de parto. Iavé fez túnicas de peles para ambos e, sendo o homem "como um de nós, sabendo o bem e o mal" e para impedir-lhe de comer da árvore da vida, os expulsa do jardim e coloca um querubim armado com uma espada de fogo a cuidar as portas da terra de onde haviam sido expulsos.
Este segundo relato é estimado ser muito mais antigo que o primeiro e reflete um contexto literário e histórico distinto. Sua apresentação usa imagens provenientes da antiga tradição pastoral de Israel e trata da criação do primeiro homem e da primeira mulher no Jardim do Éden e encontra paralelos na história de Atrahasis, uma epopeia acadiana do século XVIII a.C. Os povos da antiguidade observam a decomposição dos corpos das pessoas mortas, que se convertiam em pó, em sua interpretação. Esse fato os levou a postular que o homem era feito essencialmente de pó. Esse conceito era compartilhado por diversos povos como os babilônicos, egípcios, gregos e romanos. De fato, um grande número de mitos de criação de toda as partes do mundo descrevem a criação a partir de material do solo, normalmente, argila. O mais antigos dos mitos de criação conhecido, o dos sumérios da Mesopotâmia, conhecido como Eridu Genesis, descreve a criação dos homens a partir de barro por deuses embriagados, que os deixaram cheios de imperfeições.
A história de Adão e Eva, embora superficialmente diferente, encontra íntimos paralelos com a história de Enkidu, um selvagem esculpido pelos deuses a partir de argila, e Shamhat, uma rameira contratada para seduzi-lo. Após seis dias e sete noites com a rameira, Enkidu não mais é servido pelos animais e plantas da floresta e "perdera sua força pois agora tinha o coração dentro de si, e os pensamentos do homem ocupavam seu coração" e Shamhat lhe disse "És sábio, Enkidu, e agora te tornaste semelhante a um deus". Na cultura do Antigo Oriente Médio, as palavras "fruto" e "conhecimento" carregam forte conotação sexual, inbu, por exemplo, significa tanto "fruto" como "sexo" em babilônico, enquanto "conhecimento" em hebreu pode significar "relação sexual".
A serpente era uma figura amplamente difundida na mitologia do Antigo Oriente Médio. Diversos objetos de culto foram descobertos por arqueólogos no estrato da Idade do Bronze em diversas cidades pré-israelitas em Canaã: dois em Megido, um em Gezer, um no sanctum sanctorum da área do templo H em Hazor, e dois em Shechem. Na região circundante, o santuário hitita da baixa idade do bronze continha estátuas em bronze de um deus segurando uma serpente em uma mão e um bastão em outra. Na Babilônia do século XI a.C., um par de serpentes de bronze emoldurava cada uma das entradas do templo de Esagila. Os antigos mesopotâmicos e semitas acreditavam que a serpente era imortal por ser capaz de mudar de pele. Na Epopeia de Gilgamesh, Gilgamesh obtém a flor de uma "maravilhosa planta" que poderia "devolver ao homem toda a sua força perdida", uma serpente, no entanto, roubou-lhe a flor e imediatamente trocou de pele.
A doutrina do pecado original, defendida por alguns cristãos, segundo a qual o homem nasce com pecados, tem origem nesse relato da Gênesis, em especial na desobediência de Adão e Eva ao comer do fruto proibido por Iavé.

### Descendência de Adão

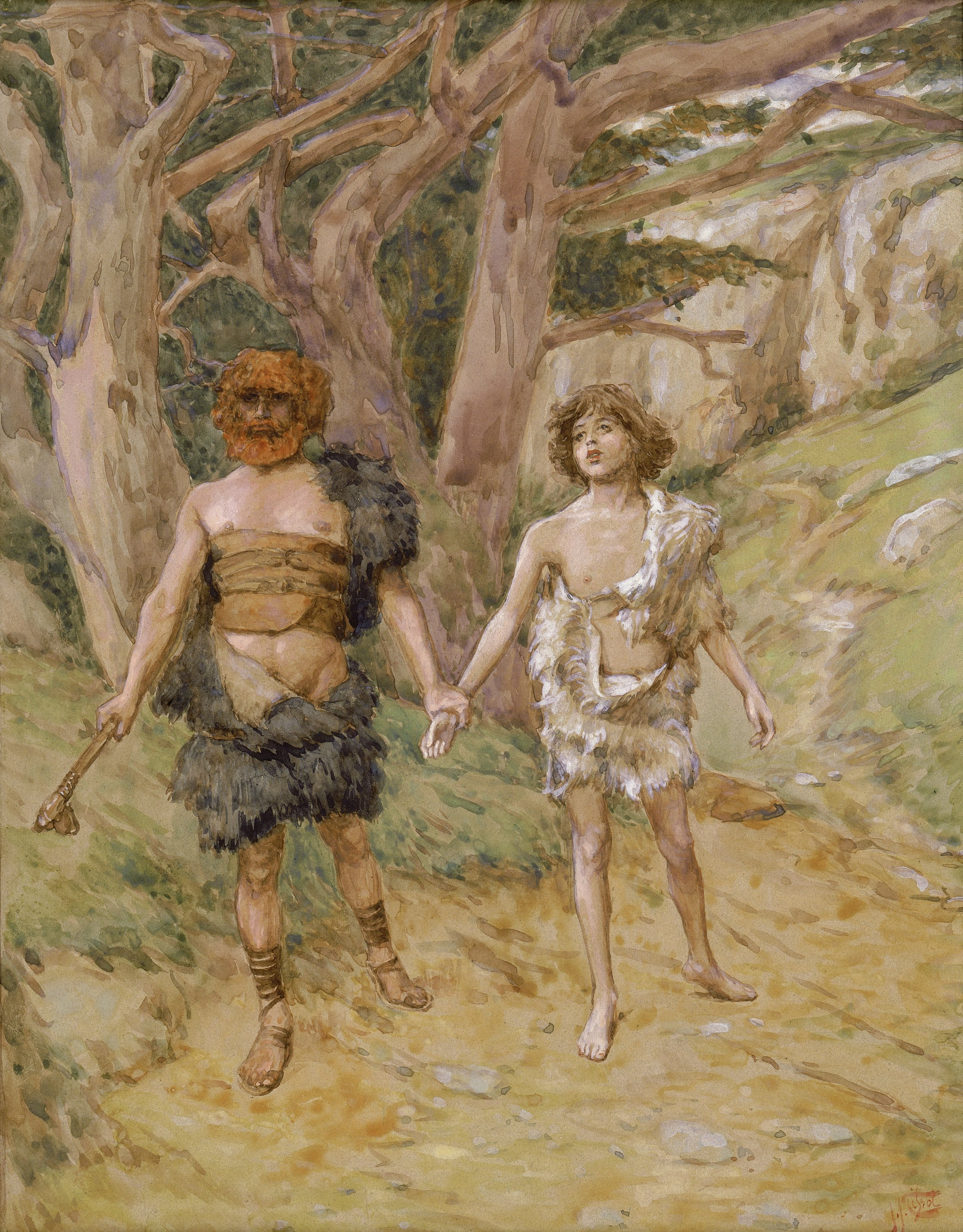
Caim conduzindo Abel à morte,por James Tissot

Os capítulos 4 e 5 do livro contam a história dos filhos de Adão e Eva, Caim, Abel e Sete. Eles também tiveram outros filhos e filhas, sem nome no livro. Adão viveu 930 anos.
Adão e Eva possuem dois filhos homens, Caim torna-se lavrador e Abel, pastor de ovelhas. Ambos ofereceram ofertas em sacrifício a Iavé, que se agradou apenas do sacrifício que Abel lhe havia oferecido. Caim, por ciúme, mata Abel no campo. Iavé pergunta a Caim onde está Abel e diz que o sangue desse "clamava da terra até Ele". Caim responde sarcasticamente dizendo "Não sei; sou eu o guarda de meu irmão?"  A razão que motivou o assassinato é dada no texto e o crime de Caim se agrava pela mentira. Iavé o amaldiçoa e o expulsa da terra, ficando ele condenado a não mais conseguir lavrar a terra e tornar-se um vagabundo fugitivo. Caim reclama que qualquer um o poderia matar, mas Deus coloca-lhe uma marca, dizendo que quem o matasse seria "castigado sete vezes". A natureza da marca de Caim também é misteriosa.
Caim foi viver na região de Nod, a leste do Éden. Caim desposa uma mulher e tem um filho chamado Enoque e edifica uma cidade com o mesmo nome. De Enoque, nasceu Irad, que gerou Meujael; Meujael gerou Metusael; Metusael gerou Lameque.
Lameque teve duas esposas, Ada e Zilá. Ada deu à luz Jabal, que, segundo o texto, "foi o pai dos que habitam em tendas e possuem gado"; Jubal, o "pai de todos os que tocam harpa e flauta" e Tubalcaim, dos "fabricantes de todo o instrumento cortante de cobre e de ferro". Tiveram igualmente uma filha, Naamá. Então Lameque disse à suas duas mulheres: "matei um homem, porque me feriu; e um rapaz, porque me pisou. Se por Caim tomar-se-á vingança sete vezes, com certeza por Lameque o será setenta e sete vezes."
No lugar de Abel, Deus dá outro filho a Adão e Eva, Sete, que terá um filho chamado Enós e será o primeiro a invocar o nome de Deus, Iavé.
Embora este texto de origem na fonte javista afirme que foi Enós quem primeiro usou o nome de Iavé, a fonte Eloísta diz ter sido Moisés o primeiro a usar o nome próprio do deus de Israel, conforme o Livro do Êxodo 3:13-15.
O contraste entre a maldição de Caim tornar-se um vagabundo, e o fato de depois ter edificado uma cidade, pode sugerir que essa história foi composta a partir de outras duas. Uma sobre o primeiro assassinato e, outra, sobre o surgimento da primeira cidade.
O quinto capítulo do Livro do Gênesis é oriundo da fonte sacerdotal, escrita durante o exílio por volta de 500 a.C., porém baseado em tradições mais antigas. Tem o objetivo de, junto com os versículos de 10 a 26 do capítulo 11, traçar a genealogia entre Adão e Abraão. A genealogia de Adão é traçada por Sete, mas diversos nomes na série são iguais ou semelhantes a alguns nomes na linhagem de Caim.
A tabela abaixo compara tais genealogias. A ordem é alterada para por em evidência as semelhanças. Os números à esquerda indicam a sequência como aparecem no texto.
| Gênesis 4:17-26 (Fonte javista) | Gênesis 5:1-32 (Fonte sacerdotal) |
| ------------------------------- | --------------------------------- |
| 1. Adão                         | 1. Adão                           |
| 8. Sete                         | 2. Sete                           |
| 9. Enosh                        | 3. Enosh                          |
| 2. Caim                         | 4. Kenan                          |
| 5. Mahujael                     | 5. Mahalalel                      |
| 4. Iradi                        | 6. Jared                          |
| 3. Enoque                       | 7. Enoque                         |
| 6. Mathusael                    | 8. Methuselah                     |
| 7. Lameque                      | 9. Lameque                        |
| 10. Noé                         | 10. Noé                           |

Longos períodos de vida são atribuídos a dez patriarcas antediluvianos. A tradição babilônica também registra dez reis com períodos de vida muito longos que reinaram sucessivamente antes do dilúvio. Em ambas as listas, a sétima posição tem significado especial. En-men-dur-ana, o sétimo rei da lista babilônica, tem o mesmo nome da cidade onde se centraliza a adoração ao deus Sol e foi levado aos céus pelos deuses enquanto Enoque viveu 365 anos - o número de dias de um ano solar - e também foi "tomado por Deus".

### Dilúvio

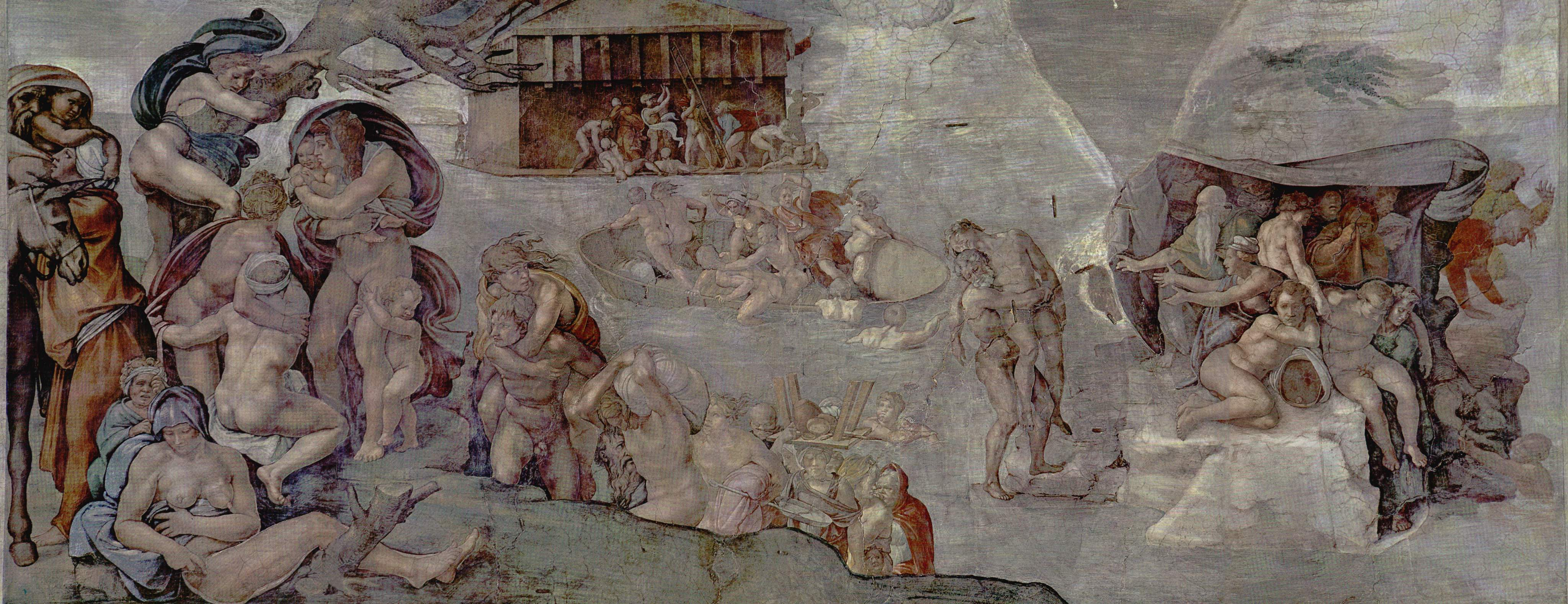
O Dilúvio, por Michelangelo Buonarroti, na Capela Sistina

Os capítulos de 6 a 9 descrevem a história de Noé, um herói que constrói uma arca e sobrevive a um dilúvio universal junto com sua família e animais de todas as espécies.
A crítica literária moderna identifica dois relatos entrelaçados no texto, um de origem na fonte Javista e outro oriundo da fonte sacerdotal. O relato javista descreve Noé como um camponês que plantou uma vinha, já o relato sacerdotal o coloca como um segundo pai da humanidade, com quem Deus fez uma aliança. As incongruências entre as duas narrativas levaram alguns críticos a insistir que os relatos não possuíam o mesmo tema.  A combinação das duas histórias produziu duplicações (como 6:13-22 e 7:1-5) e contradições como  a cronologia do dilúvio (8:3-5, 13-14 contra 7:4, 10, 12, 17b; 8:6, 10, 12) e o número de animais na arca (6:19-20; 7:14-15 contra 7:2-3). Deve ser notado também que alguns eruditos, mesmo reconhecendo duas narrativas do dilúvio, acreditam que a redação final deva ser compreendida como um todo, isto é, o trabalho do redator foi o de juntar duas narrativas em um trabalho composto final, mesmo sem a preocupação com a consistência do texto.
Ambos os relatos remetem à antiga história de dilúvio registrada na Epopeia de Gilgamesh.

#### Prólogo
Os primeiros versos do capítulo 6 introduzem os Nefilins, gigantes da mitologia judaica, como o resultado do cruzamento entre os filhos de Deus e as filhas do homem.
De acordo com a New American Bible, da Conferência Americana de Bispos Católicos, esta passagem é aparentemente um empréstimos de lendas da antiga mitologia. Os filhos de Deus, literalmente seres celestiais foram tradicionalmente entendidos como anjos, uma espécie de mensageiros ou ajudantes do deus Iavé. A crítica moderna, no entanto, prefere associá-los ao conselho divino formado pelo deus El e sua corte. O objetivo destes versos é normalmente visto como o de introduzir a história do dilúvio explicando que o homem vinha se corrompendo e que a corrupção atingira níveis celestiais.

#### Narrativa

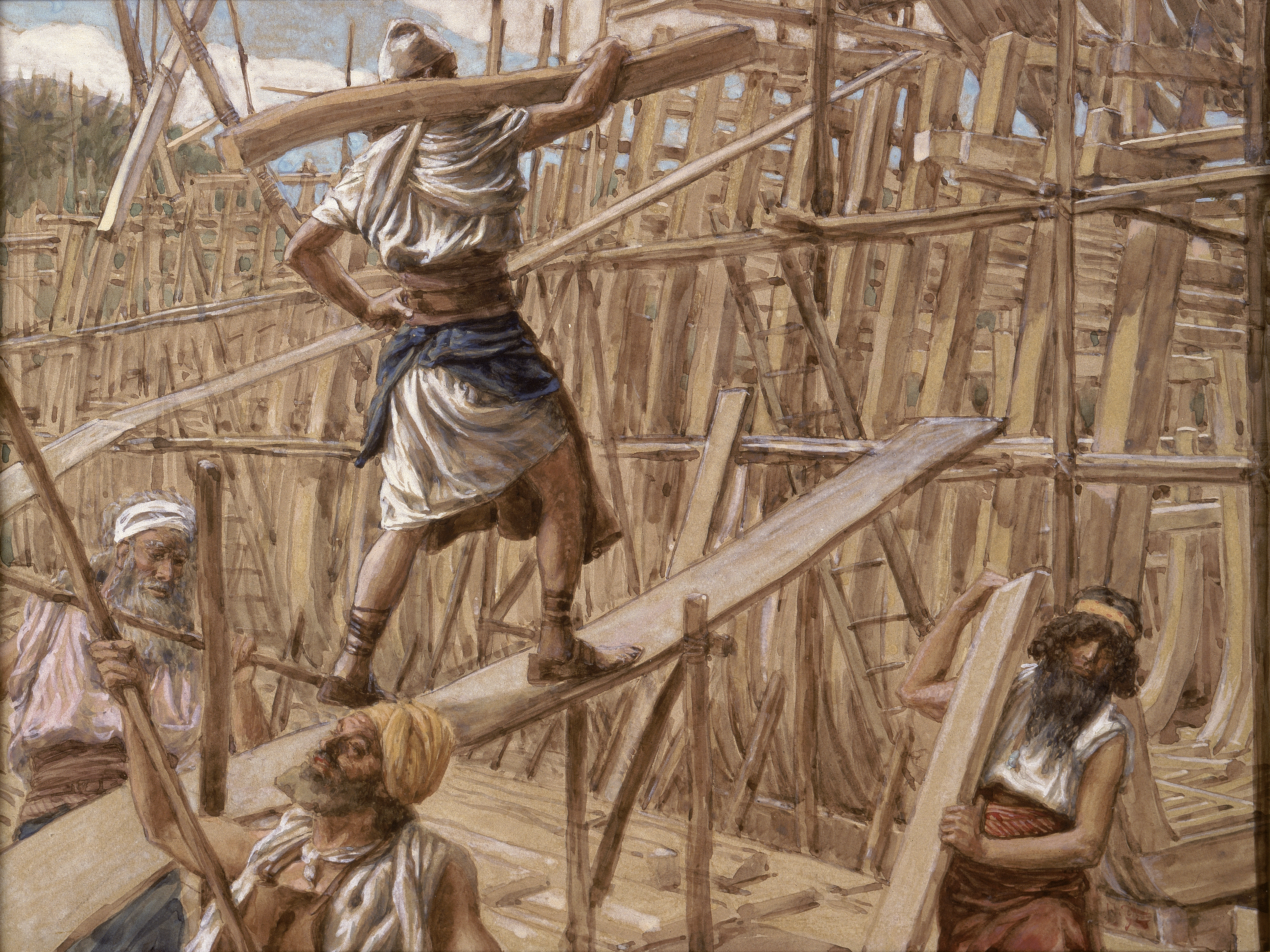
Construção da Arca, por James Tissot, no Museu Judaico de Nova Iorque

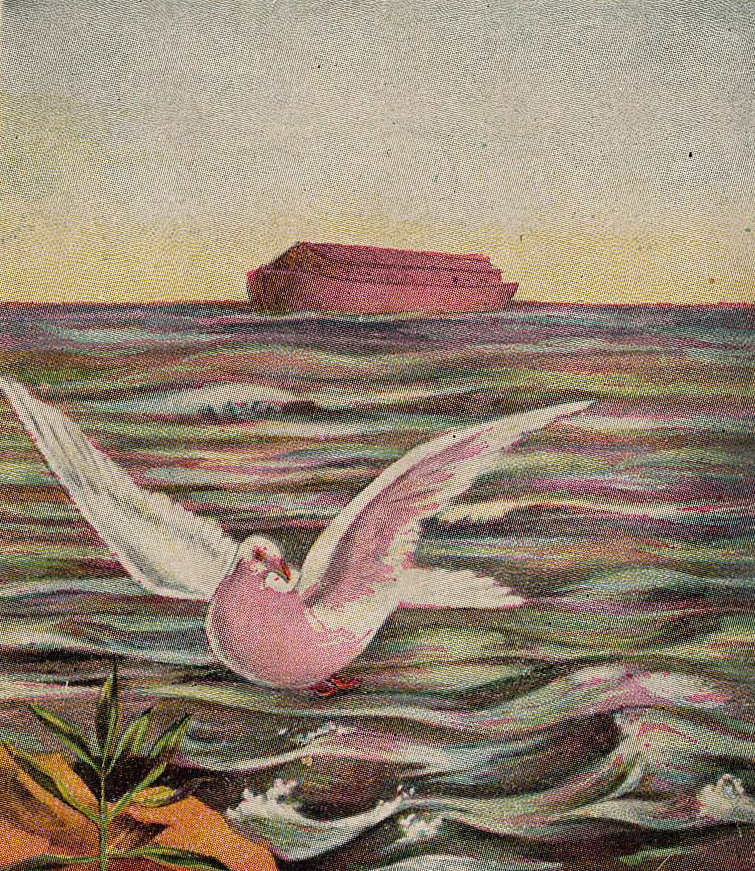
Ilustração de Sunrays Quarterly

A história da Arca de Noé, de acordo com os capítulos 6 a 9 do livro do Gênesis, começa com Deus observando o mau comportamento da Humanidade e decidindo inundar a terra e destruir toda vida. Porém, Deus encontrou um bom homem, Noé, "um virtuoso homem, inocente entre o povo de seu tempo", e decidiu que este iria preceder uma nova linhagem do homem. Deus disse a Noé para fazer uma arca e levar com ele a esposa e seus filhos Sem, Cam e Jafé, e suas esposas. E, de todas as espécies de seres vivos existentes então, levar para a arca dois exemplares, macho e fêmea. A fim de fornecer seu sustento, disse para trazer e armazenar alimentos.
Noé, sua família e os animais entraram na arca e "no mesmo dia foram quebrados todos os fundamentos da grande profundidade e as janelas do céu foram abertas, e a chuva caiu sobre a terra por quarenta dias e quarenta noites". A inundação cobriu mesmo as mais altas montanhas por mais de seis metros (20 pés), e todas as criaturas morreram; apenas Noé e aqueles que com ele estavam sobre a arca ficaram vivos. A história do dilúvio é considerada por vários estudiosos modernos como a mistura de dois contos ligeiramente diferentes, entrelaçados, daí a aparente incerteza quanto à duração da inundação (quarenta ou cento e cinquenta dias) e o número de animais colocados a bordo da arca (dois de cada espécie, ou sete pares de alguns tipos). (Veja Análise documentária para maiores detalhes)
Eventualmente, a arca veio a descansar sobre o monte Ararate. As águas começaram a diminuir e os topos das montanhas emergiram. Noé enviou um corvo, que "voou de um lado a outro até que as águas recuaram a partir da terra". Em seguida, Noé enviou uma pomba, mas ela retornou à arca sem ter encontrado nenhum lugar para pousar. Depois de mais sete dias, Noé novamente enviou a pomba e ela voltou com uma folha de oliva no seu bico e então ele soube que as águas tinham abrandado.
Noé esperou mais sete dias e enviou a pomba mais uma vez, e desta vez ela não retornou. Em seguida, ele e sua família e todos os animais saíram da arca e Noé fez um sacrifício a Deus, e Deus resolveu que nunca mais lançaria maldição à terra por causa do homem, nem iria destruí-la novamente dessa maneira.
A fim de se lembrar dessa promessa, Deus colocou o Arco da Aliança nas nuvens, dizendo (Gênesis 9:12–17): "Sempre que houver nuvens sobre a terra e o arco aparecer nas nuvens, eu me lembrarei da eterna aliança entre Deus e todos os seres vivos de todas as espécies sobre a terra".
A narrativa do dilúvio no texto de Gênesis é significativamente semelhante aos mitos mesopotâmicos, especialmente à Epopeia de Gilgamesh e à de Atrahasis. Gilgamesh empreende uma jornada em busca da imortalidade e encontra um velho ancestral, Utnapshtim, que havia ganhado dos deuses a imortalidade após sobreviver em uma arca a um dilúvio. O herói babilônico carrega em sua arca animais, familiares e artesãos para fazerem reparos à arca. Assim como Noé, Utnapshtim envia pássaros para testar o fim do dilúvio. A arca de Noé repousa no monte Ararate, a de Utnapshtim igualmente termina sobre uma montanha com o fim das águas. Ao final do relato, tanto Noé como Utnapshtim oferecem sacrifícios.

#### Análise documentária
A separação do relato em duas partes, uma de origem javista e outra de origem sacerdotal traz algumas dificuldades. Embora algumas diferenças estejam mais claras:
No relato javista, a erosão moral da humanidade fez Iavé "arrepender-se" da criação do homem e recomeçar a criação com Noé. Iavé é retrato em termos humanos, o mal comportamento do homem lhe "pesou no coração". Noé "acha graça aos (seus) olhos". Em contraste, no relato sacerdotal, Elohim se mantém distante e emite decretos sobre a terra. A destruição é motivada pela corrupção do homem.
Um dilúvio é escolhido como ferramenta de limpeza e de destruição. O dilúvio vem como uma espécie de reversão da criação, remetendo o mundo às águas primordiais e com o objetivo de reconstruí-lo a partir do conteúdo da arca de Noé. No relato javista, Noé é instruído a coletar sete casais dos "animais limpos" apenas um casal de cada "animal sujo". Enquanto, no relato sacerdotal, a instrução é de coletar um casal de cada animal. A distinção entre animais limpos e não limpos só seria revelada, segundo o relato bíblico, pela introdução das leis rituais por Moisés no episódio do Monte Sinai. A terra é então coberta de água, seja por chuvas no relato javista seja porque, no relato sacerdotal, romperam-se as fontes do grande abismo (porção de água que se acreditava haver sob a terra) e abriram-se as janelas do céu. A natureza antropomórfica do retrato de Iavé está presente quando ele fecha a porta da arca. A duração do dilúvio é de 40 dias e 40 noite no relato javista e Noé espera mais três semanas antes de desembarcar. No outro relato, a duração é 150 dias. A história se conclui com Noé oferecendo um sacrifício de animal a Iavé, que aprecia o cheiro. Já o relato sacerdotal em 9:1-17 apresenta uma dupla conclusão: Deus dando ao homem o domínio sobre a Terra, os animais e plantas sobre ela e uma aliança entre Noé e Deus, que promete não mais dizimar a vida com novos dilúvios.

### Aliança
No período pós-dilúvio, Noé e sua família recebem as ordem divinas de "Frutificai, multiplicai-vos e enchei a terra.", ou seja, as ordem dadas aos primeiros homens foram repetidas. Agora a humanidade viveria sob nova aliança e teria poder sob a terra. Deus proíbe, no entanto, o homem de comer o sangue da carne. Deus igualmente proíbe o homicídio dizendo "Se alguém derramar o sangue do homem, pelo homem será derramado o seu sangue; porque o homem foi feito à imagem de Deus." Esta nova relação do homem com sua terra associada à promessa de Deus de não mais destruir a vida com o dilúvio é descrita como uma aliança entre Deus e o homem. O sinal desta aliança seria o arco-íris.

### A maldição de Cam

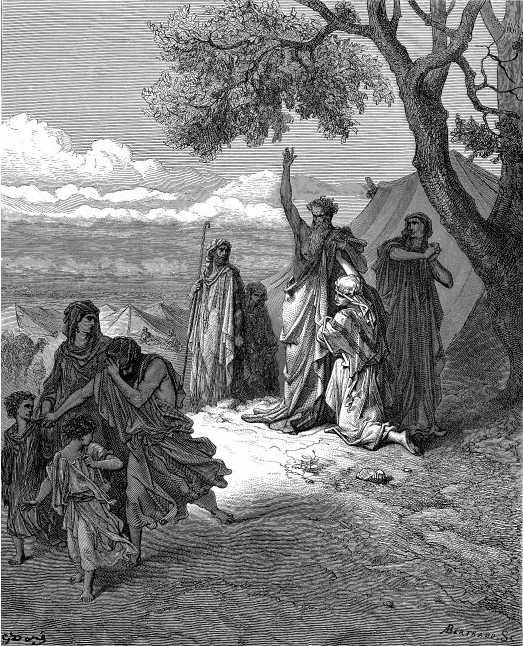
Noé amaldiçoando seu neto Canaã, por Gustave Doré, 1832-1883

Noé planta uma vinha, produz vinho e, embriagado, dorme nu em sua tenda. Seu filho Cam "viu a nudez de seu pai, e contou a seus dois irmãos que estavam fora." Os outros filhos de Noé, Sem e Jafé, respeitosamente cobriram o pai. Noé ao acordar, "descobre o que o filho lhe fizera" e o amaldiçoa dizendo "Maldito seja Canaã; Servo dos servos será de seus irmãos" e acrescentou: "Bendito seja Iavé, o Deus de Sem; E seja-lhes Canaã por servo. Dilate Deus a Jafé, E habite Jafé nas tendas de Sem; E seja-lhes Canaã por servo." Não é claro do relato, o que Cam fizera ao pai, nem porque a maldição caiu sobre Canaã, seu filho.
Alguns eruditos bíblicos veem a história da maldição como uma antiga justificativa para a conquista e escravização dos canaanitas
A maldição de Cam foi usada por alguns membros de religiões abraâmicas para justificar o racismo e a escravidão de negros africanos, quem acreditavam ser descendentes de Cão. Defensores da escravidão nos Estados Unidos invocaram consistentemente este relato da Bíblia ao longo do século XIX em resposta ao crescimento do movimento abolicionista. No Brasil, a maldição de Caim serviu de justificativa para escravizar os índios, tendo missionário da Ordem de São Pedro João de Sousa Ferreira afirmado "Não há lei divina nem humana que proíba a possessão de escravos" e continuou "(e os índios brasileiros) são da descendência da maldição de Ham". Os Portugueses igualmente consideravam os negros descendentes de Cão. A cor era o sinal da maldição e justificava a escravidão.

### Dispersão da humanidade pós-dilúvio

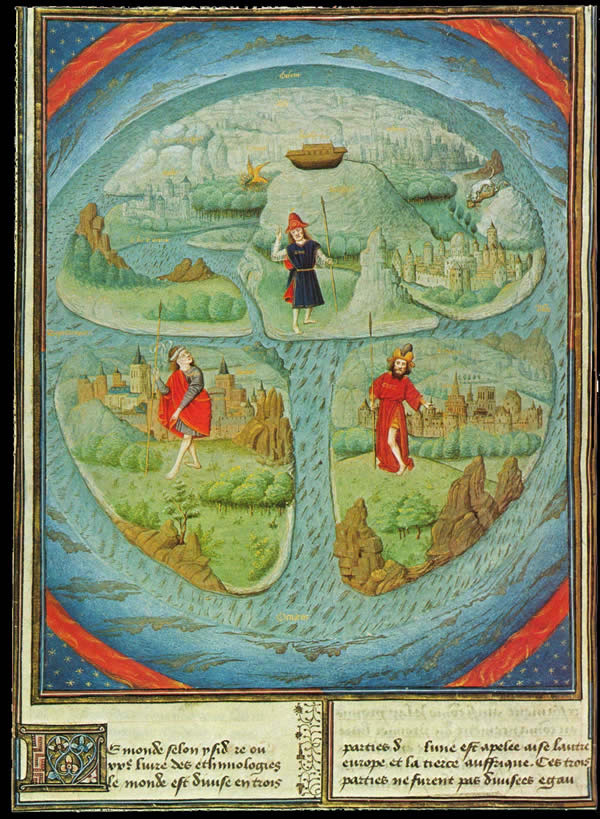
Reconstrução cristã do mundo divido em três partes, os três continentes conhecidos sendo povoados por cada um dos três filhos de Noé:
África pelos filhos de Caim
Ásia pelos de Sem
Europa pelos filhos de Jafé

Os capítulos 10 e 11 do livro do Gênesis relatam a dispersão do homem pela terra após o dilúvio. O primeiro relato tem origem sobretudo na fonte sacerdotal e fornece uma genealogia para os três filhos de Noé, Sem, Cam e Jafé. O segundo relato, de origem javista, conta essencialmente a mesma história através de uma alegoria com a construção e destruição de uma torre.
Ambos os relatos partem de uma humanidade coesa e compartilhando a mesma língua e culminam com a sua dispersão.

#### Tábua das nações
Os capítulos dez e onze trazem uma lista de descendentes dos filhos de Noé "segundo as suas famílias, segundo as suas línguas, nas suas terras, segundo as suas nações." Os descendentes de Noé teriam dado origem às nações do Antigo Oriente Médio. A divisão, no entanto, não respeita etnias ou línguas, mas limites geográficos e afinidade política. Esta tabela dividia o mundo em 70 nações (72 na versão da septuaginta). A área coberta pela tabela se estende das montanhas do Cáucaso ao norte até a Etiópia ao sul; do mar Egeu ao oeste até as terras altas do Irã ao leste.
A análise literária moderna descreve o texto como a junção de duas tradições com predominância da tradição sacerdotal sobre a javista. O texto mais antigo, preocupa-se com tribos e clãs, enquanto o mais moderno dá ênfase ao conceito de nação.
A lista de nações também tem o objetivo de mostrar a realização da promessa de Deus a Noé, ao mostrar seus descendentes multiplicando-se e povoando a terra.

#### A Torre de Babel

A Torre de Babel, por Pieter Brueghel, no Museu de História da Arte em Viena

Os versos de 1 a 9 do capítulo 11 do livro contam da história de um grupo de pessoas, que antes do surgimentos das diversas línguas, foram morar no oriente, na planície de Sinear, uma terminologia usada na Bíblia Hebraica para se referir provavelmente à região da Mesopotâmia. A passagem explica o método construtivo dos babilônicos, com tijolos e betume, em vez da técnica palestina de construir com pedra e cal. A estrutura é normalmente associada a um zigurate, antigos templos babilônicos, embora o texto não faça qualquer associação religiosa à torre.
Iavé, então, desce "para ver a cidade e a torre, que os filhos dos homens edificavam" e vendo o que faziam, decidiu confundir-lhes as línguas para impedir que prossigam com sua empreitada, dizendo "Vinde, desçamos e confundamos ali a sua linguagem, para que não entendam a linguagem um do outro."
Nesta passagem, a descrição antropomórfica de Iavé fica evidente quando ele "desce" e "vê" e mostra-se temeroso com o desenvolvimento do povo. O texto também apresenta alguns jogos de palavras "Babel", que significa confusão em hebraico e também com o uso de uma palavra que significa "lugar" e "nome" ao mesmo tempo no verso "façamo-nos um nome". As formas plurais empregadas por Iavé "Vinde, desçamos e confundamos ali a sua linguagem, para que não entendam a linguagem um do outro." mais aparecem no relato javista.
Apesar do contexto babilônico da história, não se conhecem relatos paralelos na mitologia babilônica. Há, no entanto, uma história parecida à da Torre de Babel na mitologia suméria chamada Enmerkar e o Senhor de Aratta, na qual Enmerkar de Uruk constrói um massivo zigurate em Eridu e os dois deuses rivais, Enki e Enlil acabam por confundir as línguas de toda a humanidade como efeito colateral da sua discussão.

### O ciclo de Abraão
A narrativa do chamado ciclo de Abraão se encontra entre os capítulos 11 de 25. Abraão é o décimo na genealogia a partir de Noé, assim como Noé é o décimo a partir de Adão. O nome original de Abraão é Abrão, o qual é modificado devido à sua nova relação com Iavé, assim como o nome de sua esposa Sarai é modificado para Sara.
A historicidade de Abraão foi objeto de muito estudo por historiadores e arqueólogos. Apesar de não haver relatos extra-bíblico de uma personagem como a de Abraão, entende-se que seu modo de viver era compatível com o de um habitante do Oriente Médio do segundo milênio a.C. Parece existir também coincidência entre seu estilo de vida e os nomes citados em sua história com as migrações dos amoritas. O pai de Abraão, no entanto, teria nascido em Ur dos Caldeus, mas tal denominação não poderia se aplicar antes do século XI a.C. Acadêmicos têm observado uma série de outros anacronismos no texto, por exemplo, nos capítulos 20 e 26, o rei de Gerar é citado como governante dos Filistina, enquanto os filisteus apenas ocuparam a costa de Canaã no século XII a.C.

#### O chamado de Abrão

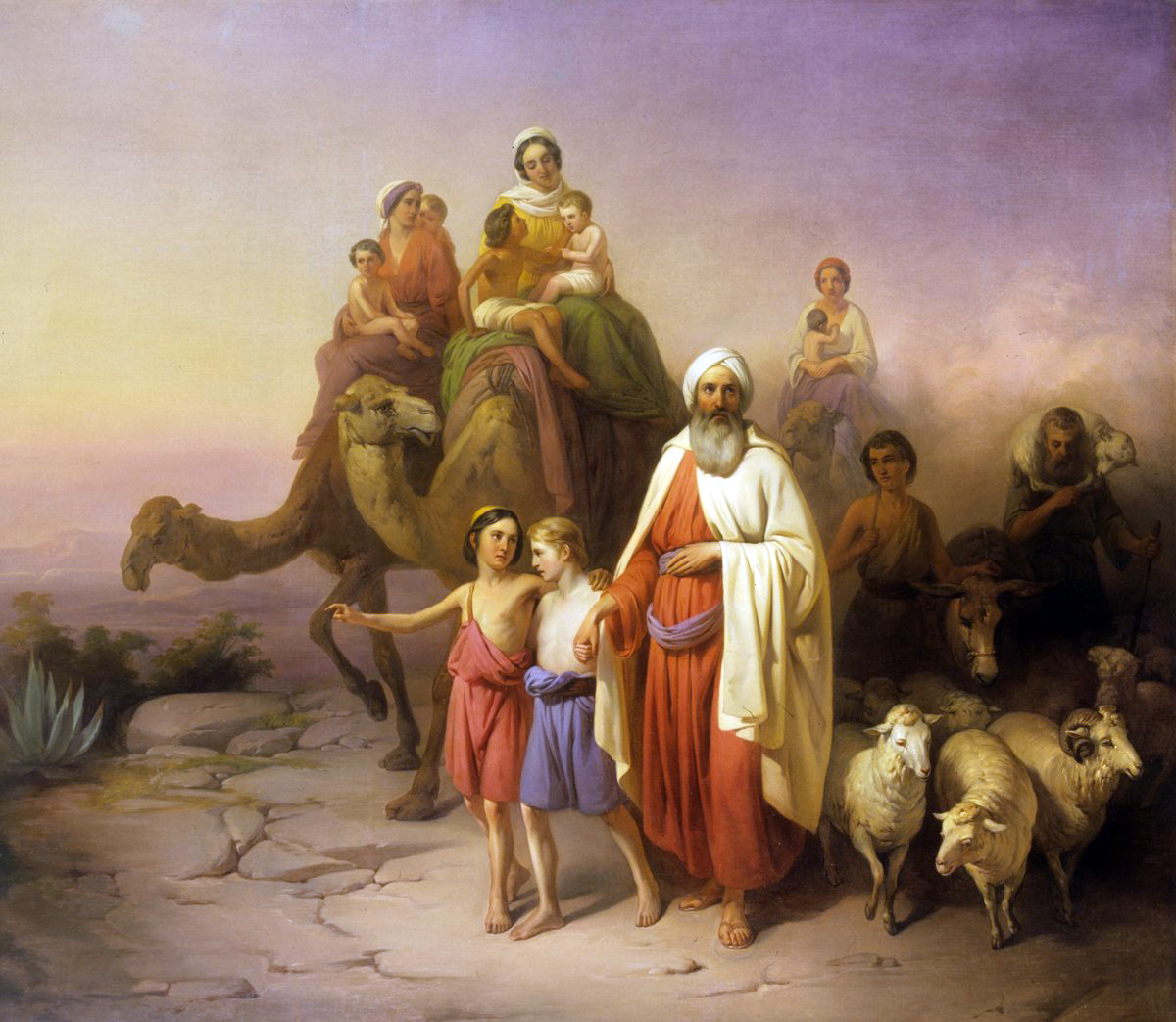
Partida de Abraão, por József Molnár, na Galeria Nacional da Hungria

Abrão é casado com Sarai, uma mulher estéril e, juntamente com sua esposa, seu pai e seu sobrinho, Ló, viaja para Herã onde fixa residência. Certo dia Abrão recebe um chamado de Iavé, que lhe diz "Sai-te da tua terra, da tua parentela e da casa de teu pai para a terra que te mostrarei; farei de ti uma grande nação, e te abençoarei e engrandecerei o teu nome. Sê tu uma bênção: abençoarei os que te abençoarem, e amaldiçoarei aquele que te amaldiçoar; por meio de ti serão benditas todas as famílias da terra."O chamado de Abraão inaugura três temas que se tornam dominantes ao longo do relato da Bíblia Hebraica: migração para Canaã, a promessa da extensa descendência e a promessa de tornar a Terra prometida uma grande nação. A promessa é dominada pela palavra "bênção", que aparece cinco vezes. O autor do texto estabelece um contraste entre a promessa à Abrão e o episódio da Torre de Babel. Ao contrário dos babilônicos que desejam construir por seu próprio esforço seu nome e são dispersados por Iavé, a terra, o nome e a fama de Abrão advêm da bênção divina.
O narrador javista não informa qual foi a reação de Abrão, tampouco seus motivos para obedecer ao chamado. Abrão apenas obedece.

#### A partida para o Egito

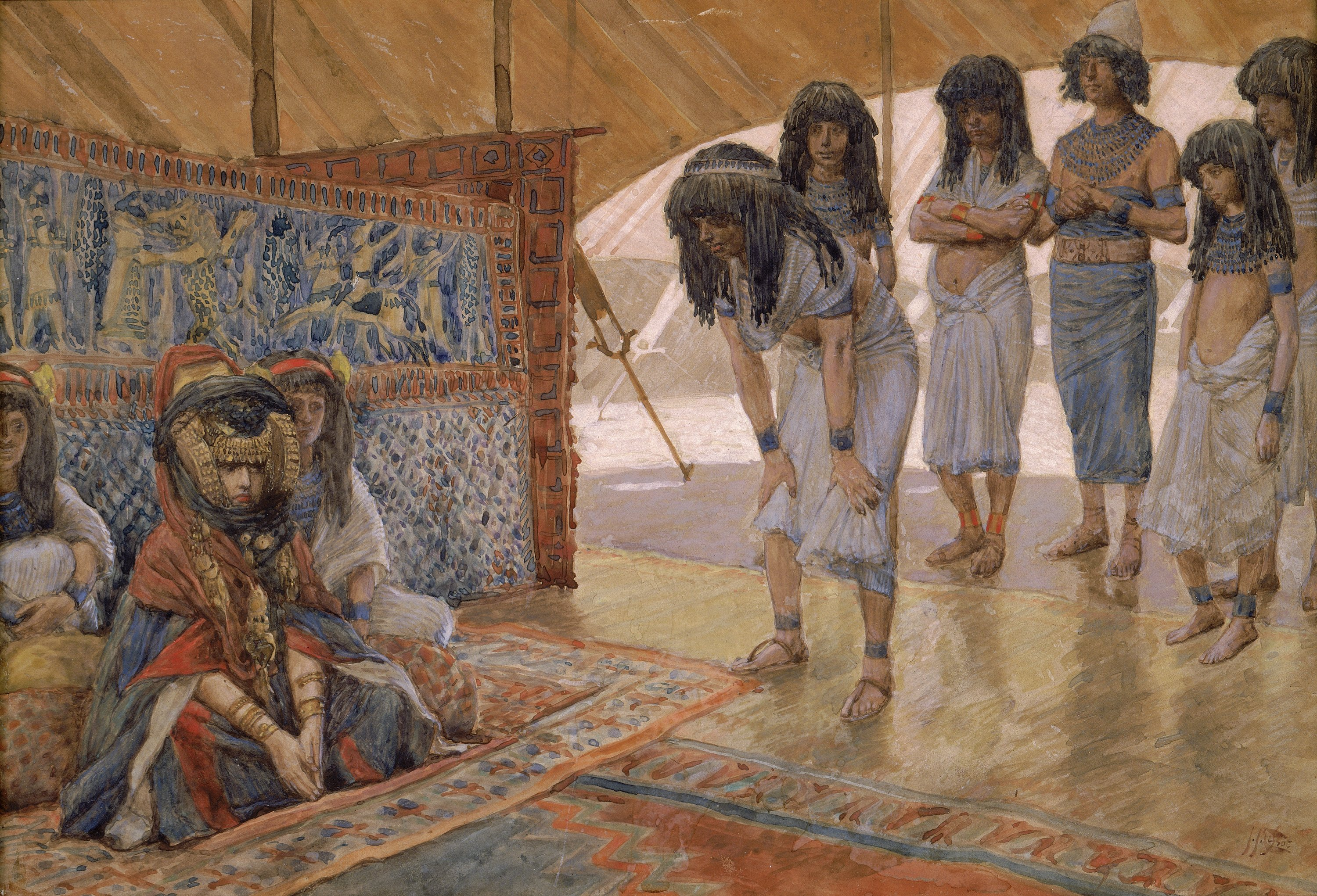
Sarai é conduzida ao palácio do faraó por James Tissot, no Museu Judaico de Nova Iorque

A primeira parada de Abrão foi Siquém, onde, próximo ao carvalho de Moré, Iavé apareceu-lhe e prometeu-lhe que aquela terra seria de sua descendência. Abrão construiu um altar para Iavé.
O texto do Gênesis retrata tanto Abrão como seu filho Isaac construindo altares em antigas cidades de culto israelitas. Assim como esta promessa aconteceu nas proximidades do carvalho de Moré, diversos acontecimentos importantes da Bíblia Hebraica acontecem em torno de árvores sagradas, que eram consideradas lugares apropriados para a comunicação com os deuses. Na religião Canaanita, as árvores sagradas era especialmente associadas à deusa Aserá, uma deusa que foi adorada em Israel talvez como consorte de Iavé até o período da monarquia.
A medida que Abrão segue sua viagem em direção a Neguebe, ele passa por Betel e Ai, cidades onde igualmente constrói altares para Iavé e invoca seu nome. Devido à escassez de alimentos na região, Abrão desvia seu caminho para o Egito. Não era incomum que povos semitas pedissem ajuda ao Egito em períodos de fome, no entanto, é de difícil compreensão o desvio de Abrão frente à promessa divina de bonança. Igualmente surpreendente é o temor de Abrão: preocupado com sua segurança pessoal faz que sua esposa se passe por sua irmã pois sendo Sarai muito bonita, chamaria a atenção do faraó que mandaria matar Abrão para ficar com Sarai.
Assim como previsto por Abrão, a beleza de Sarai chama atenção dos príncipes do Egito, que a conduzem e a exibem diante do faraó. O faraó toma Sarai como sua mulher e presenteia Abrão com "ovelhas, bois, jumentos, servos, servas, jumentas e camelos". Em função disto, Iavé manda uma praga ao faraó, embora deixe Abrão impune. O texto não explica como o faraó associa a praga enviada a Sarai e nem como ele descobriu que ela era esposa de Abrão, não obstante Abrão é chamado à frente do faraó, confessa a mentira e é expulso do Egito junto com Sarai e seus pertences.
A falta de fé de Abrão em Iavé apresenta notável valor teológico dentro da trama por introduzir o desenvolvimento em Abrão da fé e da confiança em Iavé. O desvio da viagem para o Egito serve igualmente como uma antecipação do conflito entre hebreus e egípcios descrita no livro do Êxodo.
Essencialmente a mesma história com algumas variações nos personagens e incidentes é encontrada novamente duas vezes no livro (20:1-8 e 26:6-11), porém com uma acepção moral bastante distinta. Enquanto o narrador do capítulo doze parece se divertir com a esperteza de Abrão e não se preocupa em desculpá-lo, os relatos posteriores mostram sensibilidade bem maior com questões morais. Abrão não mais mente, ao afirmar que Sarai é sua meia-irmã e a intervenção divina vem antes de a honra de Sarai ser comprometida.

#### A separação de Abrão e Ló

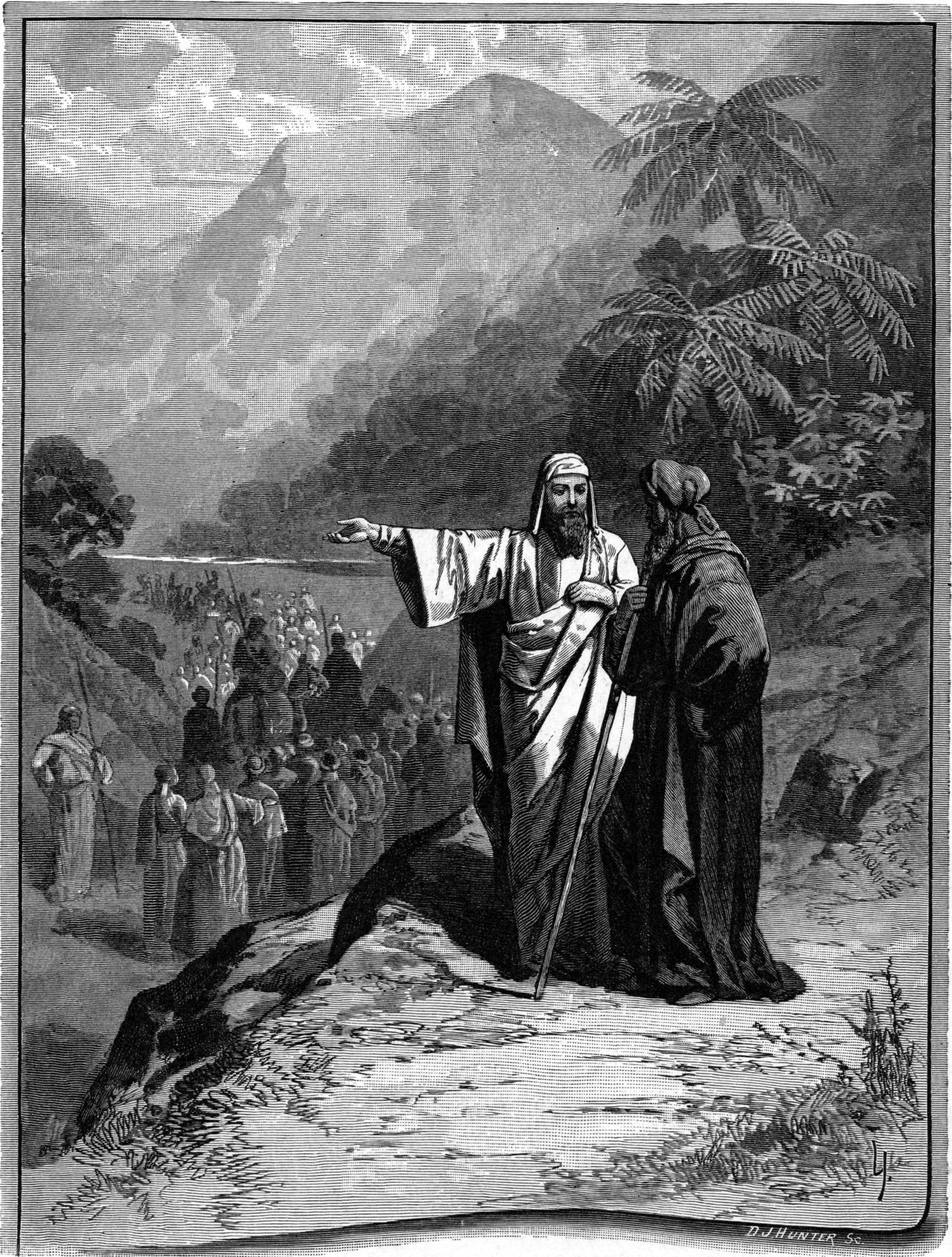
Abrão e Ló dividem a terra, por Charles Foster

O capítulo treze conta a história da separação entre Abrão e seu sobrinho Ló. Suas riquezas se multiplicaram e o tamanho de seus rebanhos faz que seus servos briguem por falta de terra. Abrão entende que não é apropriado que homens da mesma família disputem por espaço e decide que devem se separar, manda que Ló escolha seu caminho e parte na direção oposta. Abrão se instala em Canaã e Ló, em Sodoma, uma cidade habitada por homens que "eram maus e grandes pecadores contra Iavé".

Os versos de 14 a 17, acredita-se terem sido posteriormente interpolados e ratificam a promessa de Iavé:
Ao final, Abrão desloca-se para perto dos terebintos de Manre e edifica um altar a Iavé.

#### Abrão e Melquisedeque

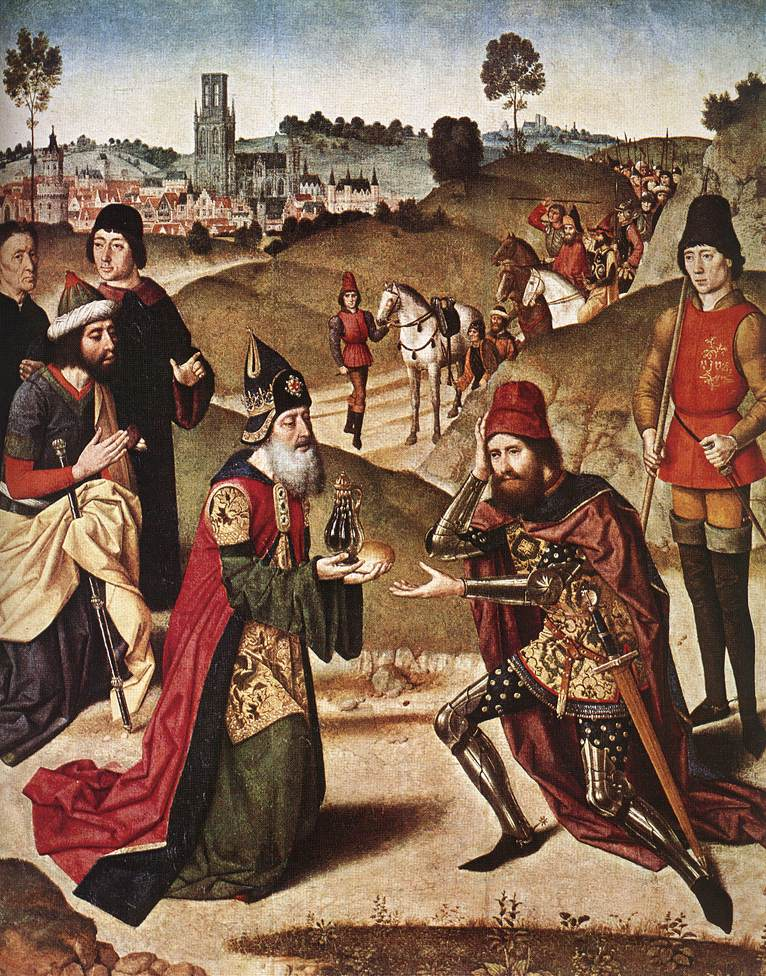
O Encontro de Abraão e Melquisedeque, por Dieric Bouts O Velho, 1464–1467

O capítulo 14 é consensualmente aceito como um dos mais complicados do livro do Gênesis, tendo diversas características literárias únicas que o destacam do restante do texto. Abrão é transformado em herói militar em um episódio que interrompe o fluxo da narrativa entre os capítulos treze e quinze. O caráter de Abrão neste episódio difere profundamente da descrição em outros capítulos e a total ausência da interferência divina é aspecto único entre as narrativas patriarcais.
A historicidade do contexto em que o episódio, rico em detalhes, está inserido é alvo de ampla discussão. A maioria dos eruditos bíblicos consideram o episódio como a interpolação tardia de uma narrativa composta a partir de tradições orais.
Na história, uma coalizão militar declara guerra "contra Bera, rei de Sodoma, contra Birsa, rei de Gomorra, contra Sinabe, rei de Admá, contra Semeber, rei de Zeboim e contra o rei de Belá" e, após derrotarem Sodoma e Gomorra, levam como espólio os bens e a população, que incluía Ló. Abrão ao ser avisado do sequestro de seu sobrinho, monta uma companhia com seus 318 homens mais bem disciplinados e resgata os bens das cidades e liberta os capturados.
O rei de Sodoma vai ao encontro de Abrão e Melquisedeque, rei de Salém, que também era sacerdote do Deus Altíssimo (El Elyon) leva pão e vinho. Melquisedeque abençoa Abrão em nome do "Deus Altíssimo, criador do céu e da terra." Abrão lhe paga o dízimo de tudo que obtivera. O rei de Sodoma pede seu povo de volta e consente que Abrão conserve o espólio para si. Abrão recusa ficar com os bens de Sodoma.
Quando Melquisedeque abençoa Abrão, ele responde, segundo o texto massorético, levantando a mão para "Iavé, Deus Altíssimo, Criador do céu e da terra". A associação feita entre Iavé e o o Deus altíssimo presente apenas no texto massorético não aparece em nenhuma outra fonte ou testemunha antiga do texto, seja na versão da Septuaginta, seja nos textos pertencentes aos Manuscritos do Mar Morto. O epíteto "criador dos céus e da terra" associado ao relato sacerdotal parece só ter sido transferido a Iavé pela teologia de Jerusalém como uma influência babilônica.

#### Aliança de Abrão
O capítulo quinze também apresenta algumas dificuldades de compreensão. Do ponto de vista da análise documental, embora sua origem seja consensualmente aceita como javista, alguns acreditam que pode ter havido algumas inserções eloístas. Além disso, acredita-se que a narrativa tenha sido composta a partir de pelo menos duas tradições distintas.
O capítulo começa com Abrão tendo uma visão de Iavé, dizendo "Não temas, Abrão; eu sou teu escudo, a tua recompensa será infinitamente grande". A palavra recompensa normalmente se refere a riqueza na Bíblia Hebraica, mas o texto não especifica qual será essa recompensa. Abrão queixa-se de não ter tido filhos e de deixar sua herança a "Eliezer de Damasco", um escravo. Iavé então lhe diz que Eliezer não seria seu herdeiro, mas um filho próprio. Iavé faz Abrão sair para olhar as estrelas e diz que sua descendência seria tão numerosa quanto elas e "Abrão creu em Iavé".
O verso 7 começa com uma nova introdução de Iavé e uma nova promessa. A promessa agora é de terra e a aliança entre Abrão e Iavé se faz através de um ritual, que envolve uma novilha de três anos,  uma cabra de três anos, um carneiro de três anos, uma rola e um pombinho. Abrão partiu os três primeiros animais ao meio. Esse antigo ritual é mencionado no Livro de Jeremias 34:18 e era uma forma comum de firmar acordos no Antigo Oriente Médio. Acreditava-se que aquele que não cumprisse sua parte teria o mesmo destino dos animais mortos. Esta passagem coloca Abrão e Iavé em uma relação recíproca em que ambos assumem riscos e ambos assumem comprometimentos.
Os versos de 12 a 16 interrompem a narrativa contando que Abrão cai em um profundo sono e recebe a revelação divina de que seus descendentes seriam escravos durante 400 anos. Relata que Iavé julgaria a nação que os escravizasse e que levariam grandes riquezas de seus senhores. Abrão teria uma velhice tranquila e os amoritas ainda não seriam julgados.
Os versos seguintes descrevem uma nova aliança entre Iavé e Abrão com uma descrição da extensão da Terra Prometida, conforme os limites do reino de David.

## Estudos e discussões
As discussões sobre a origem e a autoria dos textos bíblicos dependem da aceitação da premissa de que eles não foram ditados por Deus aos escritores e que os relatos não são literais, e sim interpretações da história do povo de Israel. Partindo desse princípio, é difícil tratar do conteúdo de Gênesis como um texto escrito por uma única pessoa num curto período de tempo.

### Visão religiosa tradicional
A visão tradicional acreditava que o livro de Gênesis tivesse sido escrito por Moisés (embora ele viesse a morrer antes do final do Pentateuco), ou por cronistas próximos a ele. Porém, as informações nele contidas podem ter sido transmitidas a Moisés pela tradição oral. A longevidade atribuída aos homens daquele período explicaria o fato de que as informações teriam sido transmitidas por Adão a Moisés através de apenas cinco elos humanos: Matusalém, Sem, Isaque, Levi e Anrão.
Outra possibilidade é de que Moisés tenha obtido grande parte das informações relativas o Gênesis através de textos ou documentos já existentes. Já no século XVIII, o erudito holandês Campegius Vitringa sustentava essa teoria baseando sua conclusão nas frequentes ocorrências, em Gênesis (10 vezes), da expressão (em KJ; Tr) "essas são as gerações de", e uma vez "esse é o livro das gerações de". Nessa expressão, a palavra hebraica para "gerações" é toh•le•dhóhth, mais bem traduzida por "histórias" ou "origens". Por exemplo, "gerações dos céus e da terra" dificilmente se enquadraria aqui, enquanto que "histórias dos céus e da terra" faz sentido. (Gên 2:4) Em harmonia com isso, a Bíblia alemã Elberfelder, a francesa Crampon e a espanhola Bover-Cantera são versões que usam o termo "histórias".

### Visão acadêmica
Entretanto, para a crítica bíblica, há evidências no texto que demonstram que as tradições de Gênesis, especialmente entre o final da narrativa do dilúvio e a história de José, podem ter sido compiladas durante o período de dominação babilônica: entre os séculos VII e VI a.C..
É postulado que Abraão tenha nascido na cidade de "Ur dos caldeus", termo repetido algumas vezes. No entanto, os caldeus só surgiram na região de Ur, a leste da Mesopotâmia, por volta do século IX a.C., pelo menos 1000 anos depois do tempo suposto para a história de Abraão. A própria diferença nos estilos literários e as histórias aparentemente desconexas da vida de Abraão podem ser um indicativo de que tais histórias tenham sido compiladas em diferentes momentos, ou por diferentes autores, a partir de uma tradição oral transmitida ao longo de muitas gerações.
Alguns estudiosos acreditam que as histórias de Isaque, que em vários momentos são semelhantes às de Abraão, sejam um recurso estilístico observado em outros pontos do relato bíblico (a recorrência da cidade de Belém relacionada aos nascimentos de David e Jesus para ressaltar o parentesco entre este e aquele, por exemplo, embora Jesus nunca fosse referido como belenense ou belemita, mas como nazareno, pois morava em Nazaré), para realçar a ligação entre os dois personagens através de seus atos, fortalecendo a ligação entre Israel, filho de Isaque, e o patriarca Abraão.
A narrativa da história de José, que visa explicar a origem das 12 Tribos de Israel, pode ter sido compilada por cronistas de Israel no período em que os reinos de Israel e Judá estiveram divididos, durante o primeiro milênio antes de Cristo, pois toda a narrativa realça a importância e a nobreza de José (pai das meias-tribos de Efraim e Manassés, as tribos dominantes do Reino do Norte), em contrapartida com a indiferença e a inveja de Judá (a tribo predominante do Reino do Sul), refletindo o rancor das tribos de José e da tribo de Judá naquele período. Ao final da narrativa, quando Jacó chega ao Egito e abençoa seus filhos, é prometido à tribo de Judá que ela reinaria sobre todas as outras, o que contradiz a finalidade do restante da narrativa.

### Adão e Eva como parábola
Alguns teólogos têm procurado conciliar à história de Adão e Eva com a Teoria da Evolução.
Teilhard de Chardin foi um padre jesuíta, teólogo, filósofo e paleontólogo francês que logrou construir uma visão integradora entre ciência e teologia. Através de suas obras, legou-nos uma filosofia que reconcilia a ciência do mundo material com as forças sagradas do divino e sua teologia. Disposto a desfazer o mal entendido entre a ciência e a religião, conseguiu ser mal visto pelos representantes de ambas. Muitos colegas cientistas negaram o valor científico de sua obra, acusando-a de vir carregada de um misticismo e de uma linguagem estranha à ciência. Do lado da Igreja Católica, por sua vez, foi proibido de lecionar, de publicar suas obras teológicas e submetido a um quase exílio na China.
Aparentemente, a Terra Moderna nasceu de um movimento antirreligioso. O Homem bastando-se a si mesmo. A Razão substituindo-se à Crença. Nossa geração e as duas precedentes quase só ouviram falar de conflito entre Fé e Ciência. A tal ponto que pôde parecer, a certa altura, que esta era decididamente chamada a tomar o lugar daquela. Ora, à medida que a tensão se prolonga, é visivelmente sob uma forma muito diferente de equilíbrio – não eliminação, nem dualidade, mas síntese – que parece haver de se resolver o conflito.
O padre Ariel Álvarez Valdez sustenta que se trata de uma parábola composta por um catequista hebreu, a quem os estudiosos chamam de “yahvista”, escrita no século X a.C., que não pretendia dar uma explicação científica sobre a origem do homem, mas sim fornecer uma interpretação religiosa, e elegeu esta narração na qual cada um dos detalhes tem uma mensagem religiosa, segundo a mentalidade daquela época
John F. Haught, filósofo americano criador do conceito de Teologia evolucionista, diz que "o retrato da vida proposto por Darwin constitui um convite para que ampliemos e aprofundemos nossa percepção do divino. A compreensão de Deus que muitos e muitas de nós adquirimos em nossa formação religiosa inicial não é grande o suficiente para incorporar a biologia e a cosmologia evolucionistas contemporâneas. Além disso, o benigno designer [projetista] divino da teologia natural tradicional não leva em consideração, como o próprio Darwin observou, os acidentes, a aleatoriedade e o patente desperdício presentes no processo da vida”, e que “Uma teologia da evolução, por outro lado, percebe todas as características perturbadoras contidas na explicação evolucionista da vida”, sobre as ideias de Richard Dawkins, Haught declara que: “A crítica da crença teísta feita por Dawkins  se equipara, ponto por ponto, ao fundamentalismo que ele está tentando eliminar”.
Ilia Delio, teóloga americana, sustenta que a teologia pode “tirar proveito” das aquisições de uma ciência que vê na “mutação” o núcleo essencial da matéria.
O rabino Nilton Bonder sustenta que: "a Bíblia não tem pretensões de ser um manual eterno da ciência, e sim da consciência. Sua grande revelação não é como funciona o Universo e a realidade, mas como se dá a interação entre criatura e Criador".

## Como e quando o livro tornou-se canônico
Desde o começo, os primeiros cinco livros que compõem o cânon como parte das Escrituras Hebraicas, foram aceitos pelos judeus como documentos autênticos. Assim, no tempo de David, os eventos registrados de Gênesis a I Samuel eram plenamente aceitos como a verdadeira história da nação e dos pactos entre Deus e o povo eleito.
No entanto, adversários das Escrituras Hebraicas têm atacado fortemente o Pentateuco, em particular no que tange à sua autenticidade e autoria. Por outro lado, ironicamente, devido ao reconhecimento, por parte dos judeus, de que Moisés é o autor do Pentateuco, podemos salientar o testemunho de antigos escritores, alguns dos quais eram inimigos dos judeus. Hecateu de Abdera, o historiador egípcio Mâneto, Lisímaco de Alexandria, Eupolemo, Tácito e Juvenal, todos atribuem a Moisés o estabelecimento do código de leis que distinguia os judeus das outras nações, e a maioria deles menciona em especial que ele assentou suas leis por escrito. Numênio, o filósofo pitagórico, até mesmo menciona Janes e Jambres como os sacerdotes egípcios que se opuseram a Moisés. (2 Tim. 3:8) Esses autores abrangem um período que se estende do tempo de Alexandre (século IV a.C.), quando os gregos se interessaram pela história judaica pela primeira vez, até o tempo do imperador Aureliano (século III d.C.). Muitos outros escritores antigos mencionam Moisés como líder, governante e legislador.
Apesar do estrito cuidado dos copistas dos manuscritos da Bíblia, foram introduzidos no texto alguns pequenos erros e alterações de escribas. Como um todo, eles são insignificantes e não alteram a integridade geral das Escrituras; foram descobertos e corrigidos por meio de cuidadosa colação erudita e/ou comparação crítica dos muitos manuscritos e versões antigas existentes.
Quanto ao estudo crítico do texto hebraico, ele começou com os eruditos no século XVIII. Nos anos de 1776-80, em Oxford, Benjamin Kennicott publicou variantes de mais de 600 manuscritos hebraicos. Daí, em 1784-98, em Parma, o erudito italiano J. B. de Rossi publicou variantes de mais de 800 manuscritos. O hebraísta S. Baer, da Alemanha, também produziu um texto-padrão. Mais recentemente, C. D. Ginsburg dedicou muitos anos à produção de um texto-padrão crítico da Bíblia hebraica. Foi publicado pela primeira vez em 1894, passando por revisão final em 1926. Este fornece um estudo textual por meio de notas de rodapé, que comparam muitos manuscritos hebraicos do texto massorético. O texto básico usado por ele foi o texto de Ben Chayyim. Mas, quando os textos mais antigos e superiores massoréticos de Ben Asher se tornaram disponíveis, Rudolf Kittel empreendeu a produção de uma terceira edição, inteiramente nova, que após a sua morte foi completada por seus colegas. Joseph Rotherham usou a edição de 1894 desse texto na produção da sua tradução inglesa, The Emphasised Bible (A Bíblia Enfatizada), em 1902, e o professor Max L. Margolis, junto com colaboradores, usou os textos de Ginsburg e de Baer na produção da sua tradução das Escrituras Hebraicas, em 1917.